# Czesław Czypicki
Czesław Czypicki (ur. 18 lipca 1855 w Pakosławiu, zm. 15 października 1926 w Poznaniu) – wielkopolski działacz społeczny i polityczny, prawnik.

## Życiorys
Był synem leśniczego. W 1872 ukończył gimnazjum w Braniewie, w którym uzyskał maturę, następnie studiował prawo we Wrocławiu. Odbył praktykę w sądzie w Jastrowiu (Pomorze Zachodnie), następnie osiadł w Koźminie Wielkopolskim, gdzie pracował jako notariusz i adwokat. Uczestniczył w lokalnym życiu społecznym, był działaczem towarzystw przemysłowych i śpiewaczych. Zainicjował powstanie w Koźminie Towarzystwa Śpiewaczego, a w 1892 Związku Śpiewaczych Stowarzyszeń, którego został prezesem (do 1906). W 1895 był jednym z współtwórców Związku Towarzystw Przemysłowych w Poznańskiem; zakładał także Bank Parcelacyjny w Poznaniu oraz od 1905 działał w szeregach stowarzyszenia „Straż”. Skłaniał się ku mieszczańskiemu ruchowi ludowemu Romana Szymańskiego.
Pod koniec I wojny światowej wszedł w skład Tajnego Komitetu Obywatelskiego i zainicjował działalność rady ludowej w Koźminie. Został przewodniczącym tej rady, a następnie pierwszym starostą powiatu koźmińskiego w niepodległej Polsce. W 1920 przeniósł się do Poznania, gdzie był prezesem senatu administracyjnego i notariuszem.
Z małżeństwa z Marią z Kawczyńskich miał sześcioro dzieci, trzech synów i trzy córki.